# قصری در پیرنه
قصری در پیرنه (به نروژی: Slottet i pyreneene - فرانسوی، آوانگاری: Le Château des Pyrénées)  نام کتابی نوشتهٔ یوستین گردر (Jostein Gaarder) نویسنده نروژی که در سال ۲۰۰۸ میلادی در نروژ منتشر شده‌است. این کتاب در سال ۱۳۸۸ توسط مهرداد بازیاری ترجمه شد و نشر هرمس آن را منتشر کرد.

## داستان
این کتاب داستانی‌ عاشقانه میان یک زوج که سال‌ها از همدیگر جدا بودند است که پس از سال‌ها دوباره از طریق ایمیل با هم صحبت می‌کنند تا این که بالاخره در مکانی عجیب و غریب دوباره به هم می‌رسند.
ساختار رمان بر اساس نامه‌هایی است که این دو به هم می‌نویسند، نامه‌هایی عاشقانه ولی نه تکراری و همچنین از امور ماورایی، اعتقاد به اتفاقی بودن حوادث یا ناشی شدن آنها از تله‌پاتی و... صحبت می‌کنند.

## منبع
1. ↑  "The Castle in the Pyrenees" (به انگلیسی). Archived from the original on 26 February 2012. Retrieved 20 دی 1390. {{cite web}}: Check date values in: |بازیابی= (help)
2. ↑  «قصری در پیرینه». سازمان اسناد و کتابخانه ملی جمهوری اسلامی ایران. بایگانی‌شده از اصلی در ۱ دسامبر ۲۰۱۸. دریافت‌شده در ۱۹ دی ۱۳۹۰.
3. ↑  «مشخصات کتاب قصری در پیرنه». باشگاه کتاب اگر. دریافت‌شده در ۲۰ دی ۱۳۹۰.[پیوند مرده]